# Pobeda (Serbia)
Pobeda (cyr. Победа) – wieś w Serbii, w Wojwodinie, w okręgu północnobackim, w gminie Bačka Topola. W 2011 roku liczyła 271 mieszkańców.